# Mary Bergin
Pour les articles homonymes, voir Bergin.
Mary Bergin, née le 13 septembre 1949, est une musicienne irlandaise, reconnue pour être l'un des grands maîtres du tin whistle. Elle excelle à la fois dans le style irlandais traditionnel et dans la musique baroque. 

## Biographie
Née à Shankill (comté de Dublin), de parents musiciens (le père, Joe, joue du mélodéon, et la mère, Máire, du violon classique et du fiddle), Mary Bergin commence l'apprentissage du tin whistle à l'âge de neuf ans. 
Elle remporte le titre de championne All-Ireland Fleadh en 1969.
Ses deux enregistrements solo au tin whistle Feadóga Stáin (1979) et Feadóga Stáin 2 (1993), ont été salués par la critique comme « extraordinaires et sans égaux »,.
Au début des années 1970, elle déménage à Spiddal (comté de Galway) et joue avec beaucoup des étoiles montantes de la musique irlandaise, tels que De Dannan et 
Ceoltóri Laighin.
En 2000, elle est consacrée Traditional Musician of the Year par la télévision irlandaise TG4.
Elle fait actuellement partie du groupe Dordán, qui explore à la fois la musique traditionnelle irlandaise et la musique baroque.
En plus de ses deux albums solo, qui ont participé à la popularisation du tin whistle moderne, et de ses cinq enregistrements avec Dordán, elle enseigne en Irlande, et autres pays européens, ainsi qu'aux États-Unis.

## Style de jeu
Mary Bergin a été confrontée à l'interprétation de nombreux musiciens renommés dès son plus jeune âge, mais son style a été plus particulièrement influencé par celui du flûtiste Packie Duignan et le joueur de tin whistle et de uilleann pipes Willie Clancy.
Elle joue du tin whistle comme un gaucher, avec la main droite bouchant les trous de la partie supérieure de la flûte.
Son style est caractérisé par une grande sensibilité et une virtuosité technique au service d'un grand respect de la musique. Le professeur de musique Fintan Vallely a d'ailleurs qualifié son style de « brillamment ornementé, mais sans excès, avec des articulations percutantes »,. L'écrivain et flûtiste Grey Larsen utilise des termes comparables, tels que précis, élégant et affuté.

## Discographie
Album solo
- Feadóga Stáin (1979) ;
- Feadóga Stáin 2 (1993).

Avec Dordán
- Ceol Traidisiunta agus Baroc/Irish Traditional and Baroque Music (1991) ;
- Jigs to the Moon (1994) ;
- Oiche Nollag/Christmas Capers (1996) ;
- The Night Before...A Celtic Christmas (1998) ;
- Celtic Aire (1999).